# Сокращения названий книг Библии
Единого списка сокращённых названий книг Библии не существует, хотя многие списки сокращений по большей части могут совпадать. При написании ссылки на текст Библии вначале указывается сокращённое название книги, затем номер главы и номера стихов.
Ссылка на текст из Библии обычно выглядит следующим образом:
- Ин. 3:16, где «Ин.» — название книги, 3 — номер главы, 16 — номер стиха.
- Ин. 3:16—18 (Книга. Глава: с этого [—] по этот стих)
- Ин. 3:16—18, 21, 34—36 (Книга. Глава: с этого [—] по этот стих, этот стих, с этого [—] по этот стих)
- Мф. 5—6 (Книга. С этой [—] по эту главу). Возможный и более понятный вариант: Матф., гл. 5—6.
- Иуд. 6 (Для книги, в которой всего лишь одна глава, может указываться для краткости только номер стиха, в данном случае — шестой). Для понятности может быть указан и номер главы: Иуд. 1:6.

## Сокращения названий
Сокращения могут включать в себя только собственно название книги или также и тип книги. Сокращения могут быть сделаны как путём урезания слова, так и путём выбора основных звуков.
Ниже перечислены принятые сокращения названий книг Библии (расположены в порядке их нахождения в Библии):

### Канонические книги

#### Ветхий ЗаветилиТанах

##### Тораили Пятикнижие Моисеево
- Бт. (Быт.) — Книга Бытие
- Ид. (Исх.) — Книга Исход
- Лв. (Лев.) — Книга Левит
- Чс. (Чис., Числ.) — Книга Числа
- Вт. (Втор.) — Второзаконие

##### Остальные книги
- Нв. (Нав., ИсНав., Иош.) — Книга Иисуса Навина
- Сд. (Суд., Судей) — Книга Судей Израилевых
- Рф. (Руф., Руфь) — Книга Руфи
- 1Ц. (1Цар., 1-я Цар., I Сам.) — Первая книга Царств (Первая книга Самуила)
- 2Ц. (2Цар., 2-я Цар., II Сам.) — Вторая книга Царств (Вторая книга Самуила)
- 3Ц. (3Цар., 3-я Цар., I Цар.) — Третья книга Царств (Первая книга Царей)
- 4Ц. (4Цар., 4-я Цар., II Цар.) — Четвёртая книга Царств (Вторая книга Царей)
- 1Х. (1Пар., 1-я Пар., I Хр., I Хрон., 1Лет.) — Первая книга Паралипоменон (Первая книга Хроник, Первая Летопись)
- 2Х. (2Пар., 2-я Пар., II Хр., II Хрон., 2Лет.) — Вторая книга Паралипоменон (Вторая книга Хроник, Вторая Летопись)
- Ез. (Езд., 1Езд.) — Книга Ездры (Первая книга Ездры)
- Нм. (Неем.) — Книга Неемии (Нехемии)
- Ес. (Есф., Эсф.) — Книга Есфири
- Ив. (Иов.) — Книга Иова
- Пс. (Псал.) — Псалтирь
- Пр. (Прит., Притч.) — Книга Притчей Соломоновых
- Ек. (Еккл.) — Книга Екклезиаста, или Проповедника
- Пн. (Песн.) — Песнь песней Соломона
- Ис. (Исаи.) — Книга пророка Исайи
- Ир. (Иер.) — Книга пророка Иеремии
- Пл. (Плач.) — Книга Плач Иеремии
- Из. (Иез.) — Книга пророка Иезекииля
- Дн. (Дан.) — Книга пророка Даниила
- Ос. (Осии) — Книга пророка Осии
- Ил. (Иоил.) — Книга пророка Иоиля
- Ам. (Амос.) — Книга пророка Амоса
- Аи. (Авд.) — Книга пророка Авдия
- Ио. (Ион., Иона.) — Книга пророка Ионы
- Мх. (Мих.) — Книга пророка Михея
- На. (Наум.) — Книга пророка Наума
- Ав. (Авв.) — Книга пророка Аввакума
- Сф. (Соф.) — Книга пророка Софонии
- Аг. (Агг.) — Книга пророка Аггея
- Зр. (Зах.) — Книга пророка Захарии
- Мл. (Мал.) — Книга пророка Малахии

### Неканонические книги
- 1М. (1Мак., 1-я Мак.) — Первая книга Маккавейская
- 2М. (2Мак., 2-я Мак.) — Вторая книга Маккавейская
- 3М. (3Мак., 3-я Мак.) — Третья книга Маккавейская
- Вх. (Вар.) — Книга пророка Варуха
- 2Е. (2Езд., 2-я Езд.) — Вторая книга Ездры
- 3Е. (3Езд., 3-я Езд.) — Третья книга Ездры
- Иф. (Иудифь) — Книга Иудифи
- По. (ПослИер., Посл. Иер.) — Послание Иеремии
- Пм. (Прем., Прем. Сол., Премудрости.) — Книга Премудрости Соломона
- Сх. (Сирах., Сир.) — Книга Премудрости Иисуса, сына Сирахова
- То. (Тов., Товит.) — Книга Товита

### Новый Завет

#### Законоположительные книги – Евангелия
- Мф. (Мат., Матф.) — Евангелие от Матфея
- Мк. (Мр., Марк.) — Евангелие от Марка
- Лк. (Лук., Луки) — Евангелие от Луки
- Ин. (Иоан.) — Евангелие от Иоанна

Историческая книга
Де. (Деян.) — Деяния святых Апостолов

#### Соборные послания апостолов
- Ик. (Иак.) — Послание Иакова
- 1П. (1Пет., 1-е Пет., 1Петра) — Первое послание Петра
- 2П. (2Пет., 2-е Пет., 2Петра) — Второе послание Петра
- 1И. (1Ин., 1Иоан., 1-е Иоан.) — Первое послание Иоанна
- 2И. (2Ин., 2Иоан., 2-е Иоан.) — Второе послание Иоанна
- 3И. (3Ин., 3Иоан., 3-е Иоан.) — Третье послание Иоанна
- Иу. (Иуд.) — Послание Иуды

#### Послания апостола Павла
- Рм. (Рим.) — Послание к Римлянам
- 1К. (1Кор., 1-е Кор.) — Первое послание к Коринфянам
- 2К. (2Кор., 2-е Кор.) — Второе послание к Коринфянам
- Гл. (Гал.) —Послание к Галатам
- Еф. (Ефес.) — Послание к Ефесянам
- Фл. (Фил., Флп., Филип.) — Послание к Филиппийцам
- Кл. (Кол.) — Послание к Колоссянам
- 1Ф. (1Фес., 1-е Фес., 1Сол.) — Первое послание к Фессалоникийцам (Солунянам)
- 2Ф. (2Фес., 2-е Фес., 2Сол.) — Второе послание к Фессалоникийцам (Солунянам)
- 1Т. (1Тим., 1-е Тим.) — Первое послание к Тимофею
- 2Т. (2Тим., 2-е Тим.) — Второе послание к Тимофею
- Ти. (Тит.) — Послание к Титу
- Фм. (Флм., Филим.) — Послание к Филимону
- Ер. (Евр.) — Послание к Евреям

Пророческая книга
Ои. (Откр., Апок.) — Откровение Иоанна Богослова (Апокалипсис)

## Различия между разными изданиями Библии
Некоторые книги имеют разное название в разных изданиях Библии. Так, первые две книги Царств в некоторых изданиях представлены как первые две книги Самуила, а третья и четвёртая книги царств в тех же изданиях представлены как первая и вторая книги Царей. При сокращении различия между названиями «Царств» и «Царей» исчезают, поэтому различают их по нумерации — арабской (для книг Царств) или римской (для книг Царей).
Подобные различия есть не только в названии книг, но и в нумерации глав и стихов. Наиболее заметны разночтения в нумерации Псалмов, однако нумерация может не совпадать и в других книгах Библии. Иногда не совпадают деления глав, так что один или несколько стихов в одной традиции являются окончанием главы, в другой — начинают следующую (в которой из-за этого сдвигается нумерация стихов). К этому следует добавить текстологические проблемы — например, фрагменту Рим. 14:24—26 синодального перевода соответствует Рим. 16:25—27 версий, опирающихся на древние рукописи, где эти слова заканчивали всё послание.

## Указание места в книге
В старых изданиях было принято обозначать номера глав римскими цифрами, а номера стихов арабскими. Ввиду того, что римские числительные громоздки и уже не всем понятны, особенно когда число превышает 20 или 40, сейчас все числовые ссылки производятся арабскими цифрами. При этом уже давно наметилась определённая стандартизация в разделении глав и стихов в написании. Различаются западное и восточное написание. В русских текстах обычно преобладает восточное написание, хотя некоторые старые или изданные за рубежом тексты могут использовать западное написание ссылок.
- Западный стандарт после номера главы ставит запятую и разделяет последовательные номера стихов точками. Например, Псал 118,2.5—7.9 означает ссылку на сто восемнадцатый псалом и стихи второй, с пятого по седьмой и девятый.
- Восточный стандарт ставит после номера главы двоеточие, а номера стихов разделяет запятыми. Тот же пример в восточном написании будет выглядеть как Псал. 118:2,5—7,9.

Восточный стандарт чаще ставит точку в сокращении названия книги, в то время, как западный стандарт чаще упускает эту точку.
- Обычно несколько ссылок разделяются точкой с запятой; Если ссылки приводятся из одной и той же книги, то при повторении название книги не приводится. Например, Псал. 58:2; 118:5 означает ссылки на два текста в разных главах Псалтири, хотя можно было бы написать и Псал. 58:2; Псал. 118:5.
- При перечне последовательных стихов первый и последний номер в перечне разделяются тире (без пробелов), например Псал. 118:3—5. При этом, если последовательность состоит только из двух стихов, то используется не тире, а запятая: Псал. 118:3,4.
- Иногда бывает необходимо указать последовательность стихов, которая начинается в одной главе, а заканчивается в другой. В таком случае используется тире без пробелов. Например, Псал. 69:2—70:5 означает отрывок текста, начинающийся вторым стихом шестьдесят девятого псалма и заканчивающийся пятым стихом семидесятого псалма.
- В ссылке после названия книги нет пробелов перед знаками препинания.
- Если нужно указать только последовательность глав без стихов, также используется тире или запятая с пробелом: Псал. 46, 48, 50—60, 63. Здесь пробел после запятой нужен для того, чтобы это написание не спутать с западным написанием, где глава и стих разделяются запятой; так, Псал 4,6 в западном написании не то же самое, что Псал. 4, 6 в восточном написании, так как в первом случае указан шестой стих четвёртого псалма, а во втором случае названы четвёртая и шестая главы Псалтири. В ссылках на другие книги с целью избежания путаницы для указания на главы допустимо использование сокращения «гл.», при этом после названия книги ставится запятая: 1-е Кор., гл. 3—4.